# Заповідник Юлен
Юлен (болг. Юлен) — це природний заповідник у національному парку Пірин, розташований в північно-західній частині Болгарії. Розташований в общині Банско, Благоєвградська область. 26 серпня 1994 року Юлен був заснований для спостереження за ростом видів альпійських рослин без впливу людини, а також для захист рідкісних видів рослин і тварин. Охоплює територію площею 3156 га.

## Географія
Юлен розташований на висоті між 1600 і 2851 м. Скелі переважно гранітові і гнейсові, але є також карбонатні породи (вапняк, доломіт). Заповідник багатий водними ресурсами і охороняє ряд льодовикових озер, які є джерело декількох річок. Клімат альпійський завдяки високій висоті. Ґрунти в основному бурі лісові і альпійські лугові.

## Флора
Флора складається з понад 700 видів судинних рослин; з них 44 занесені до Червоної книги Болгарії. Деякі з важливих видів — купальниця європейська, анемона розлога, Aquilegia aurea, молодильник озерний (єдине місце в Болгарії, де знайдена ця рослина), Rhynchocorys elephas, осока скельна та інші. Є льодовикові релікти, такі як водянка чорна, Sibbaldia procumbens.
Тут ростуть також лісові ліси з румелійської та звичайної сосни, європейської ялини та ялиці білої, а також ізольованими групами боснійської сосни.

## Фауна
Найбільш типовими ссавцями в Юлені є ведмідь бурий, вовк і козиця звичайна. Птахи мають важливе значення для збереження видів і включають горіхівку, малого баранця, глушця, кеклика європейського, рогатого жайворонка, беркута, яструба великого та інших. У сонячних зонах можна побачити гадюку звичайну. Річки та деякі з льодовикових озер мають численні популяції форелі.

## Пам'ятки
На території заповідника Юлен розташована антична фортеця, яка розташована приблизно в 12 км від міста Бансько. Розкопки та археологічні знахідки датують її заснування ще до правління Римської імперії. Фортеця має довжину майже 100 м, а ширину від 25 до 40 метрів. Єдиними видимими залишками укріплень є невелика частина північних стін.